# Shim Hye-Young
Shim Hye-Young es una deportista surcoreana que compitió en taekwondo. Ganó una medalla de plata en el Campeonato Mundial de Taekwondo de 1999 y dos medallas de plata en el Campeonato Asiático de Taekwondo, en los años 1998 y 2000.

## Palmarés internacional
| Campeonato Mundial  | Campeonato Mundial           | Campeonato Mundial | Campeonato Mundial |
| Año                 | Lugar                        | Medalla            | Categoría          |
| ------------------- | ---------------------------- | ------------------ | ------------------ |
| 1999                | Edmonton (Canadá)            | Medalla de plata   | –51 kg             |
| Campeonato Asiático |                              |                    |                    |
| Año                 | Lugar                        | Medalla            | Categoría          |
| 1998                | Ciudad Ho Chi Minh (Vietnam) | Medalla de plata   | –47 kg             |
| 2000                | Hong Kong (China)            | Medalla de plata   | –51 kg             |